# Roderick McNair
Roderick James McNair (25 de noviembre de 1870 - 18 de noviembre de 1944) fue un jugador amateur de tenis británico que compitió a principios del siglo XX.
Se casó con Winifred Margaret Slocock el 22 de abril de 1908.

## Carrera en el tenis
McNair alcanzó los cuartos de final de Wimbledon en 1900, 1901 y 1904. También compitió regularmente en el torneo de Queen's Club, alcanzando las semifinales en 1899 y 1907.